# Parauxa strandiella
Parauxa strandiella là một loài bọ cánh cứng trong họ Cerambycidae.